# Axel Garde
Axel Garde (18. marts 1876 – 22. januar 1958) var en dansk forfatter.
Han blev født i Kerteminde men flyttede i 1885 med sin familie til København. Han blev student i 1894 fra Linnésgades latin- og realskole og var derefter fra 1896-97 på et studieophold i Leipzig. I 1897 debuterede han i bogform med Grundtvigs mytologi, dens metode og videnskabelige værd. Fra 1899-1900 var han medredaktør af Vagten og i perioden 1901-05 kritiker ved Berlingske Tidende. Han var redaktør af Adresseavisen 1905-06 og medarbejder ved Politiken fra 1906 og udgav i 1912 ugeskriftet Dansk Aand. I 1913 var han medforfatter til manuskriptet til den danske stumfilm Atlantis, og i årene 1916-40 var han medlem af Gyldendals bestyrelse.
Axel Garde var søn af læge Jacob Garde og hustru Marie Louise. Han var tvillingebror til skuespilleren Aage Garde (1876-1955). Han var gift to gange. Første gang fra den 17. maj 1902 med Agnes Thora Valborg Thyregod (1877-1946). Og anden gang fra den 27. oktober 1951 med Ingeborg Loose (pigenavn: Rørdam) (f. 1903)- ægteskabet opløst i 1955. Han døde den 22. januar 1958 og ligger begravet på Frederiksberg Ældre Kirkegård hvor også broderen ligger.

### Filmmanuskripter
- Det gamle Købmandshus (instruktør August Blom, 1912)
- Indbruddet hos Skuespillerinden (instruktør Eduard Schnedler-Sørensen, 1912)
- Atlantis (instruktør August Blom, 1913)
- Moderen (instruktør Robert Dinesen, 1914)
- Midnatssolen (instruktør Robert Dinesen, 1916)
- Kommandørens Døtre (instruktør Leo Tscherning)